# Mitochondrial Eve
Mitochondrial Eve ist eine Science-Fiction-Kurzgeschichte des australischen Schriftstellers Greg Egan, zuerst veröffentlicht in Interzone #92 im Februar 1995. Die Kurzgeschichte wurde ebenfalls in der Anthologie The Best of Interzone im Jahr 1997 und der Sammlung Luminous im Jahr 1998 veröffentlicht.

## Handlung
Paul und Lena besuchen eine Ausstellung über die Zurückverfolgung der Vorfahren moderner Menschen und deren Verwandtschaftsverhältnisse. Eine als Kinder von Eva bekannte Gruppe will eine gemeinsame Vorfahrin aller Europäer finden, genannt Eva, da männliche Stammbäume wegen Polygamie schneller verloren gehen. Paul und Lena diskutieren über die Verwendung von Quanteneffekten bei der Duplikation von DNA und wollen dies für genetische Rückverfolgung anwenden. Einige Jahre später behauptet eine andere Gruppe, einen gemeinsamen männlichen Vorfahren, genannt Adam, gefunden zu haben. Paul und Lena treffen sich in London und erleben mit, wie zahlreiche weitere Behauptungen über gemeinsame Vorfahren auftauchen und mit rassistisch motivierten Diskussionen verteidigt werden. Paul wird insbesondere für seine Forschung für die Kinder von Eva zusammengeschlagen, stellt aber später trotzdem gegen eine ihn niederschreitende Meute seine Forschung vor, dass es tatsächlich keinen einzigen gemeinsamen Vorfahren gibt. Paul schreit am Ende seines Vortrags die Meute an, zu tun, was richtig ist, weil es richtig ist, aber nicht nur wegen des eigenen Stammbaumes.

## Auszeichnungen
Mitochondrial Eve gewann den japanischen Seiun-Preis im Jahr 1998.

## Kritik
Karen Burnham schreibt in Greg Egan (Masters of Modern Science Fiction), dass viele seiner Charaktere ganz Wissenschaftler nach heutigem Standard sind („many Egan characters are professional scientists as understood today“). Dabei wird direkt der Konflikt zwischen Wissenschaft und Religion thematisiert („directly addresses the conflict between science and religion“) und sich gegen die religiöse Vereinnahmung wissenschaftlicher Erkenntnisse zur Wehr gesetzt („takes a stand against religious appropriation of scientific results“).